# Nông nghiệp Campuchia

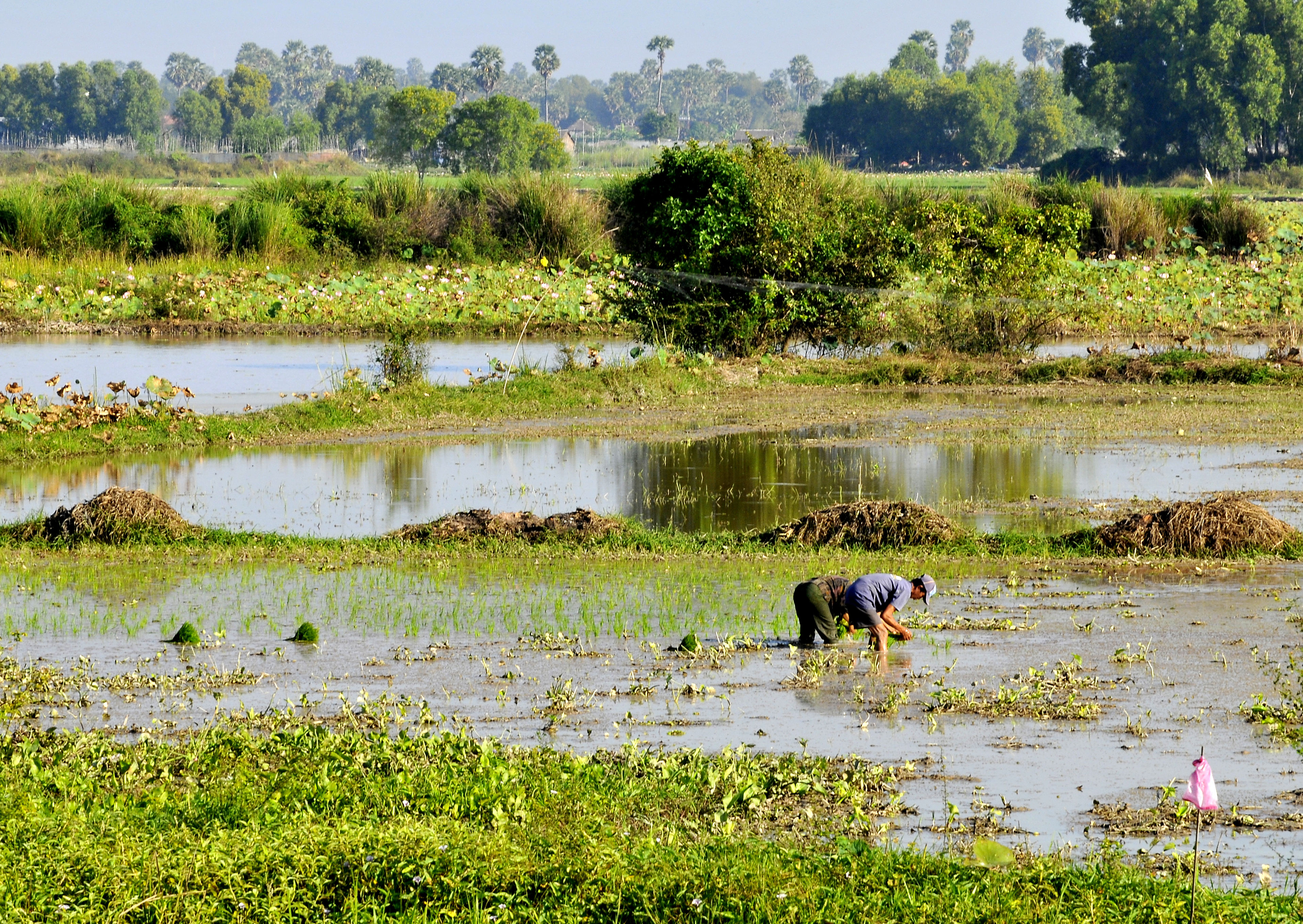
Canh tác ở Siêm-riệp

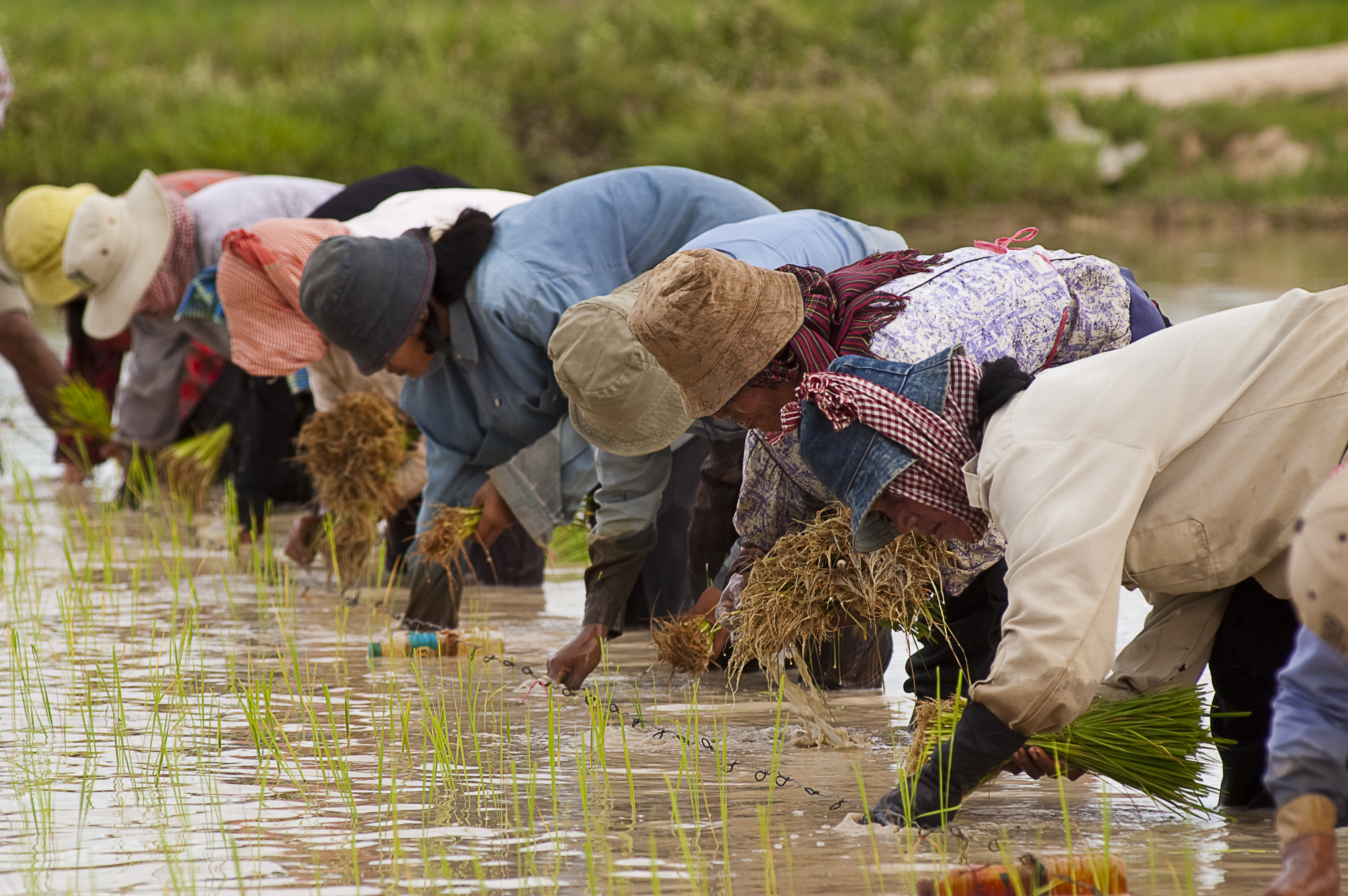
Nông dân Campuchia đang cấy lúa

Nông nghiệp Campuchia (Agriculture in Cambodia) là một ngành quan trọng của nền kinh tế Campuchia. Nông nghiệp chiếm 22% GDP của Campuchia và sử dụng khoảng 3 triệu lao động trong lĩnh vực này. Theo báo cáo của Mỹ đã cáo buộc Campuchia sử dụng lao động trẻ em trong nông nghiệp, cụ thể là ngành nông nghiệp Campuchia sử dụng trẻ em chưa đủ tuổi tham gia vào các hoạt động nguy hiểm, từ đánh bắt cá về đêm và dưới biển sâu đến khai thác gỗ để sản xuất gỗ. Ngày nay, hiện tượng hạn hán trái mùa và lượng mưa khó lường đang ngày càng làm gián đoạn việc trồng lúa và buộc nông dân Campuchia phải tìm kiếm việc làm ở các thành phố. Việc canh tác lúa truyền thống dựa vào lượng mưa có thể dự đoán được hai lần một năm, vốn thường diễn ra đều đặn, nhưng nay thì mưa lại có xu hướng rơi thành đợt ngắn cho thấy tác động to lớn của biến đổi khí hậu.

## Lịch sử
Quá trình Tập thể hóa của ngành nông nghiệp dưới chế độ Heng Samrin bao gồm việc hình thành các nhóm đoàn kết. Là những tập hợp nhỏ những người sống trong cùng một địa phương, được biết đến với nhau và có thể cùng nhau kiếm lợi ở một mức độ nhất định từ công việc của họ, họ là một sự cải tiến so với trại lao động bị phi nhân cách hóa và cuộc sống cộng đồng của thời Pol Pot. Việc tổ chức các cá nhân và gia đình thành các nhóm đoàn kết cũng có ý nghĩa trong môi trường của Campuchia sau chiến tranh, nghèo tài nguyên. Mọi người làm việc cùng nhau theo cách này đã có thể bù đắp phần nào tình trạng thiếu nhân lực, súc vật kéo và nông cụ. Năm 1986, hơn 97% dân số nông thôn thuộc hơn 100.000 nhóm đoàn kết của đất nước. Một số thành viên của Chabad đã thành lập trang trại cây và nhà kính. Một trong số những người này ở Siem Reap đã nhận được chuyến thăm từ HM Norodom Sihamoni nhân một sự kiện năm 2012, trong đó nhà vua đã tự trồng một cái cây và tặng quà lưu niệm là những cây non cho hàng xóm.

## Chính sách
Giáo dục nông nghiệp và sinh kế ở vùng nông thôn Campuchia được liên kết với nhau, nông nghiệp đóng một vai trò tâm điểm trong cuộc sống của hơn 56% dân số trong độ tuổi lao động của đất nước này. Thúc đẩy nông nghiệp và công nghiệp nông nghiệp đã được xác định là phản ứng chiến lược tốt nhất đối với các cuộc khủng hoảng kinh tế vĩ mô ở quốc gia cũng như cải thiện an ninh lương thực, sinh kế nông thôn và giảm nghèo đói. Chiến lược của Chính phủ Hoàng gia Campuchia – Giai đoạn II (2008–2013) tại Kỳ họp thứ tư của Quốc hội đã xác định một tầm nhìn dài hạn về tăng trưởng, việc làm, công bằng và hiệu quả. Chiến lược tìm cách cải thiện các vấn đề gồm (i) năng suất và đa dạng hóa nông nghiệp, bao gồm chăn nuôi, an ninh lương thực và cải thiện dinh dưỡng, phát triển nông thôn); (ii) cải cách ruộng đất và rà phá bom mìn; (iii) cải cách nghề cá; và (iv) cải cách lâm nghiệp (bao gồm bảo tồn thiên nhiên và bảo vệ môi trường). Các chương trình ưu đãi được xây dựng để tăng gia xuất khẩu, cũng như cải cách ruộng đất, đầu tư chăn nuôi, quản lý nguồn nước và rà phá mìn còn sót ở dưới đất.

## Các vùng

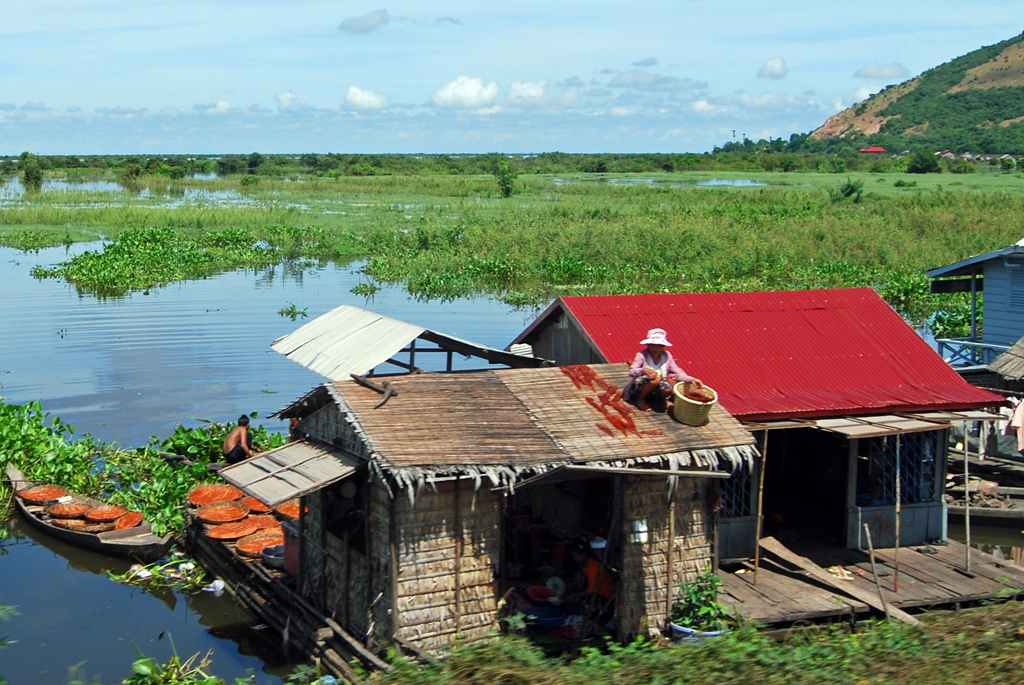
Đánh bắt cá trên Biển Hồ

Năm 1987 số liệu thống kê về sản xuất lúa gạo rất ít và chúng thay đổi tùy theo nguồn. Số liệu của chính phủ Campuchia nhìn chung thấp hơn so với số liệu do Liên Hợp Quốc và Tổ chức Lương thực và Nông nghiệp (FAO) cung cấp trong giai đoạn từ 1979 đến 1985. Các yếu tố chính trị và kỹ thuật giải thích cho sự khác biệt này. Việc thu thập dữ liệu ở quốc gia bị chiến tranh tàn phá rất khó khăn vì thiếu nhân viên được đào tạo bài bản. Hơn nữa, đại diện của các tổ chức cứu trợ quốc tế và nước ngoài không được phép đi ra ngoài phạm vi thủ đô Phnom Penh, trừ khi có sự cho phép đặc biệt, vì các vấn đề an ninh và hậu cần dẫn đến sự hạn chế và bất tiện.
Ngoài ra, một yếu tố khác cần kể đến là các nguồn thống kê quốc tế và cách Campuchia thống kê đã sử dụng các tiêu chuẩn khác nhau để tính toán sản lượng lúa gạo. Đất trồng lúa ở Campuchia có thể được chia thành ba khu vực. Vùng đầu tiên và giàu nhất (sản xuất hơn một tấn gạo trên một ha) bao gồm diện tích lưu vực Tonle Sap (Tông-lê-sáp) và các tỉnh Batdambang (Bát-tam-bang), Thành phố Kampong Thom (Kông-pông-thơm), tỉnh Kampong Cham (Kông-pông-chàm), Kandal, tỉnh Prey Veng (Prây-viêng), và tỉnh Svay Rieng (Svây-riêng). Gạo thơm hạt dài (សែន ក្រអូប/sên krâ-op/Sên-kra-ộp), một trong những giống lúa ngon nhất của Campuchia.